# Distretto di Futami
Il distretto di Futami (二海郡?) è uno dei distretti della Sottoprefettura di Oshima, Hokkaidō, in Giappone.
Attualmente comprende il solo comune di Yakumo.